# Герб Могильовської області

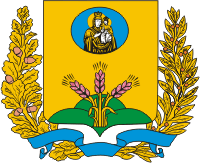
Герб області

Герб Могильовської області затверджений указом Президента № 1 від 3 січня 2005.  Являє собою зображення на золотому полі французького щита в овалі блакитного кольору Могильово-Братської Божої Матері. Унизу розміщені три зелених пагорби, на яких три червлених колосся із золотими стеблами. Щит оточений з'єднаним Андріївською стрічкою вінком із золотих дубових і лаврових листів.